# Elina Pirjatanniemi
Elina Pirjatanniemi, född 21 augusti 1966 i Tammerfors i Finland, är en finländsk jurist och professor i folkrätt och författningsrätt vid Åbo Akademi samt föreståndare för Åbo Akademis institut för mänskliga rättigheter.
Pirjatanniemi har studerat samhällsvetenskap vid Åbo Akademi och juridik på Åbo universitet och doktorerade i juridik på Åbo Akademi. Trots att hon är född i en finskspråkig familj räknar hon sig som finlandssvensk
Hon har skrivit ett hundratal vetenskapliga artiklar och skriver regelbundet krönikor i Hufvudstadsbladet och andra dagstidningar. Pirjatanniemi utsågs till årets kommunikatör år 2018 och 2019 fick hon pris av den tvärvetenskaplig organisationen ETMU för sitt arbete för mänskliga rättigheter.
Pirjatanniemi var sommarpratare i radioprogrammet Vegas sommarpratare i YLE 2017.
År 2019 utsågs hon till riddare av första klassen av Finlands Vita Ros’ orden.
Pirjatanniemi var gift med politikern Stefan Wallin från 1995 till 2016. Paret har två döttrar.